# La familia Churumbel
La familia Churumbel es una serie de historietas creada por el dibujante Manuel Vázquez para la editorial Bruguera en 1960.

## Trayectoria editorial
La familia Churumbel apareció por primera vez en el número 1 de la revista El Campeón de las historietas de Editorial Bruguera en 1960. Se unía así a La familia Gambérrez (1959) en la crítica de la institución familiar.
Cuando el semanario El Campeón de las Historietas cesó su publicación en 1962, la serie pasó a publicarse en la revista El DDT de la misma editorial hasta 1965. Aunque la serie fue censurada a principios de la década de los 70 por su contenido racista, posteriormente Bruguera republicó episodios sueltos y desordenados en otras publicaciones hasta la década de los 80.  

## Argumento
Los Churumbel son una familia gitana que vive en una apartada y humilde casa en el campo, en las afueras de la ciudad. Su única fuente de ingresos es el hurto. Aunque se especializan en animales de granja, lo cierto es que roban todo tipo de objetos, desde relojes de oro hasta locomotoras de ferrocarril, incluso elefantes. A pesar de su aspecto exterior muy humilde, los Churumbel ocultan en su casa cantidades ingentes de dinero y enormes libros contables donde pormenorizan sus ingresos.    
Su composición es la siguiente:
- El cabeza de familia es Manuel. Es un hombre robusto y bigotudo, tocado con un bombín, que siempre fuma puros. Es alegre y valiente, con dotes de líder y un gran ingenio.
- Su esposa Rosariyo, de profesión sus labores, es una mujer sumisa que admira a su marido. Siempre lleva un lazo atado al cuello donde reposa el hijo pequeño, un bebé que pese a contar pocos meses ya roba todo lo que se pone a su alcance.
- Con ellos vive también el abuelo, un hombre de baja estatura y largos bigotes blancos, con un gran sombrero que siempre le oculta los ojos (muy similar por lo tanto al posterior Don Polillo del mismo autor).[2] Aparte de Manuel, el abuelo es el hombre mejor dotado de la familia para robar objetos, generalmente de tamaño desproporcionadamente superior a su propio cuerpo.
- El hijo mayor de Manuel, un apuesto adolescente, no ha querido seguir la tradición familiar y generalmente se dedica a estudiar carreras universitarias y buscar trabajo digno. Para los Churumbel, este hijo es la oveja negra de la familia.

## Valoración
El humor de la serie se nutre de los tópicos sobre los gitanos, pero el crítico Antoni Guiral la considera un producto de su época y afirma que su misma exageración ayuda a ponerlos en cuestión. El minimalismo de los fondos ayuda a potenciar los movimientos y la expresividad de los personajes.